# Processo dos 50
Foi designado Processo dos 50 um conjunto de três processos políticos que se iniciaram a 29 de março de 1959 com as prisões de vários nacionalistas angolanos, terminando em 24 de agosto do mesmo ano com a última prisão. Deve-se esse nome ao facto de Joaquim Pinto de Andrade ter enviado para o seu irmão que vivia no exterior, Mário Pinto de Andrade, um folheto denunciando a prisão de 50 nacionalistas.
A denúncia internacional destas prisões deu a conhecer ao mundo o que se passava em Angola, desmascarando as verdadeiras intenções da Polícia Internacional e de Defesa do Estado (PIDE), que eram abafar e impedir que as prisões fossem de conhecimento internacional, evitando explicações pouco abonatórias ao regime de Salazar. O conhecimento das prisões dos 50 nacionalistas alertou várias pessoas ligadas ao movimento pela independência para a necessidade de agir, evitando a sua captura e iniciando as bases para o início da luta armada no dia 4 de fevereiro de 1961, quando um conjunto de patriotas angolanos tomou de assalto as cadeias onde estavam os presos políticos.
Maria do Carmo Medina, à época principal defensora dos presos políticos angolanos, assim sintetiza sobre o impacto do Processo sobre a opinião pública:
| “ | Sem receio de exagerar, podemos adiantar que esses acontecimentos que assinalaram o reafirmar da consciência do povo angolano para a necessidade de encetar uma luta organizada pela independência, produziram um abalo estrutural que se iria reflectir na própria essência da sociedade colonial e em nosso entender foram a causa detonante da reacção em cadeia dos acontecimentos históricos que se lhe seguiram | ” |

Na realidade, a subdivisão do processo dos 50 ficaria assim:
1º processo (Processo nº 22/59) — "Grupo ELA"
As primeiras prisões datam de 28 de março de 1959, do chamado Exército de Libertação de Angola, sendo detidos José Manuel Lisboa e Lucrécio da Silva Mangueira, depois Agostinho Mendes de Carvalho, André "Mongone" Mingas, Belarmino Van-Dúnem, José Diogo Ventura e  Noé da Silva Saúde "Balumuka Kababa".
2º processo (Processo nº 40/59) — "Grupo MIA"
A primeira prisão data de 27 de maio de 1959, do chamado Movimento para a Independência de Angola, sendo detidos Ilídio Machado, Higino Aires e André Franco de Sousa, depois Carlos Alberto Van-Dúnem, Luís Rafael, António Marques Monteiro, Miguel Fernandes, Amadeu Amorim, Gabriel Leitão e Carlos Aniceto "Liceu" Vieira Dias.
3º processo (Processo nº 47/59) — "Grupo MLNA"
A primeira prisão data de 14 de julho de 1959, do chamado Movimento de Libertação Nacional de Angola, sendo detido Mário Guerra, depois Hélder Neto, Calazans Duarte, José Meireles, António Veloso, Julieta Gandra, etc...